# Lago Ashtamudi
El lago Ashtamudi (en hindi: अष्टमुडी झील, Ashtamudi Kayal) está localizado en el distrito de Kollam en el estado de Kerala en el sur de la India. 
Ashtamudi quiere decir ocho ramas (Ashta=eight; mudi=branch), en la lengua local malayalam. Esto es el indicativo de la topografía de este lago. Es un lago con múltiples ramas. El lago Ashtamudi fue designado el 19 de agosto de 2002 como un humedal de importancia internacional conforme al Convenio de Ramsar, salvaguardando un área de  61 400ha.
El Island Express experimentó un terrible accidente de ferrocarril cuando un gran número de sus coches cayó en Ashtamudi Kayal cuando cruzaba el puente de ferrocarril. Cientos de personas perdieron sus vidas. Como anécdota, el conductor del tren meses más tarde fue declarado apto para la conducción.
- Datos: Q2605009
- Multimedia: Ashtamudi Lake / Q2605009